# Contia tenuis
Contia tenuis is een niet-giftige slang uit de familie toornslangachtigen (Colubridae) en de onderfamilie Dipsadinae.

## Naam en indeling
De wetenschappelijke naam van de soort werd voor het eerst voorgesteld door Spencer Fullerton Baird en Charles Frédéric Girard in 1852. Oorspronkelijk werd de wetenschappelijke naam Calamaria tenuis gebruikt. Het was tot 2010 de enige soort uit het monotypische geslacht Contia maar in 2010 werd een tweede soort beschreven.

## Uiterlijke kenmerken
De gemiddelde lichaamslengte van de volwassen exemplaren is ongeveer 30 tot 40 centimeter. Het lichaam is dun en te herkennen aan de zeer spitse staartpunt die scherp aanvoelt. Lange tijd waren er twee vormen die verschilden in de vorm van de staartpunt. De ene vorm had een stomper uiteinde en de andere vorm een wat uitgerekt staarteinde. Deze laatste vorm is in 2010 als een aparte soort beschreven. De soort wordt Contia longicaudae genoemd en de wetenschappelijk soortnaam 'longi-caudae' betekent letterlijk vertaald 'lange staart'.
De lichaamskleur van de slang is bruin, met aan de flank een donkerbruine tot oranjerode streep. Tussen deze strepen is de kleur iets lichter dan de flanken en de buik is wit met regelmatige zwarte dwarsstrepen. De zijkanten van de kop zijn zwart, de pupil van het oog is rond van vorm. Het lichaam is afgeplat en de schubben hebben een glad oppervlak. De slang scheidt ter verdediging een stinkende stof uit als hij wordt vastgepakt. Vanwege de geringe lengte heeft deze soort veel vijanden, zoals andere slangen, vogels en grote padden en er is ooit waargenomen dat een bronforel een exemplaar van Contia tenuis verorberde die kennelijk te dicht bij het water kwam.

## Levenswijze
De slang leeft in open, bergachtige streken met een stenige bodem en enige vegetatie waar het vochtig is en waar geschuild kan worden. Vaak kruipt de slang vanwege het voedsel onder de bladeren of onder stenen, zelfs als er gejaagd wordt en ze zijn dagactief. Het voedsel bestaat vrijwel uitsluitend uit kleine kreeftachtigen, liefst exemplaren die net verveld zijn want deze zijn zachter. Ook kleine salamanders en naaktslakken worden wel gegeten.

## Verspreiding en habitat
Contia tenuis komt voor in delen van Noord-Amerika en leeft in de landen de Verenigde Staten en Canada. In de Verenigde staten komt de slang voor in de staten Washington, Oregon en Californië en in Canada in de staat Brits-Columbia. De habitat bestaat uit bossen, savannen, scrublands en graslanden. Ook in door de mens aangepaste streken zoals weilanden kan de slang worden aangetroffen. De soort is aangetroffen van zeeniveau tot op een hoogte van ongeveer 2010 meter boven zeeniveau.

## Beschermingsstatus
Door de internationale natuurbeschermingsorganisatie IUCN is de beschermingsstatus 'veilig' toegewezen (Least Concern of LC).